# Barbara Fiammengo
Barbara Fiammengo (20 dicembre 1967) è un'ex altista italiana.

## Biografia
Nella sua carriera giovanile partecipò ai campionati europei juniores di Schwechat, dove conquistò la dodicesima posizione. Nel 1989 arrivò il suo primo titolo italiano nel salto in alto e lo stesso anno si classificò ottava ai campionati europei assoluti de L'Aia. Nel 1990 e 1991 conquistò altre due medaglie d'oro ai campionati italiani assoluti di atletica leggera, portando a tre il numero di vittorie nazionali nel salto in alto.

## Palmarès
| Anno | Manifestazione   | Sede      | Evento        | Risultato | Prestazione | Note |
| ---- | ---------------- | --------- | ------------- | --------- | ----------- | ---- |
| 1983 | Europei juniores | Schwechat | Salto in alto | 12ª       | 1,80 m      |      |
| 1989 | Europei indoor   | L'Aia     | Salto in alto | 8ª        | 1,84 m      |      |

## Campionati nazionali
- 3 volte campionessa italiana assoluta del salto in alto (1988, 1990, 1991)

1986
- Argento ai campionati italiani assoluti, salto in alto - 1,84 m

1988
- Oro ai campionati italiani assoluti, salto in alto - 1,87 m

1990
- Oro ai campionati italiani assoluti, salto in alto - 1,86 m

1991
- Oro ai campionati italiani assoluti, salto in alto - 1,88 m

## Altre competizioni internazionali
1989
- 8ª al Golden Gala ( Pescara, 19-7-1989), salto in alto - 1,80 m